# 褞袍超人
《褞袍超人》，是在日本電視台於每週星期六的19點00分 - 19點30分所播映的龍之子製作的日本電視動畫作品。自1986年10月14日播至1987年2月24日，全20話。

## 概要
在「動畫紀錄片 決斷」製作以後，日本電視台與龍之子間幾乎已經沒有合作關係，但在隔了很久才與該電視台有了相關的動畫。這是貞光紳也的電視系列首次導演作品。
日本首次的文字多重放送是附有字幕的動畫，還有，後面同樣也動用的聲音多重放送，在故事裡從不說日語的鬼藏在副聲道播放著主要「發牢騷」的每個場景還有其「秘密談話」被播出。
擔任許多龍之子的滑稽作品的腳本的小山高生擔任系列構成的職務，讓人想到小山相關的龍之子的「救難小英雄系列」的角色而展開了世界觀。還有，裡面以當時的偶像齊藤由貴為原型而創造出其角色最高優鬼登場。之後在動畫雜誌「Animage」發佈，並由擔任角色設計的動畫師後藤隆幸製作，還有把最高優鬼為主角的4格漫畫以「困擾優鬼」來連載20回。
砂糖佐藤使之漫畫化在Comic BomBom的1986年10月號到1987年3月號期間被連載。
原本預定全26話，但是全20話就結束了。此外平均收視率是9.8%。小山高生對於其腰斬的原因感到記憶模糊，但據說是「主要贊助商與經營玩具公司發售的音多鬼藏的銷售不好，而使得贊助商退下來是最大的原因」，而香港方面卻沒有如香港無線的劇集動畫同日大結局先河作——《魔法之星愛美》有廣大迴響。
2008年12月15日播映的小雙俠（讀賣電視台製作、日本電視台）的褞袍超人的角色被描寫成拜壂和鬼藏的擺設，再播映除了本播映與本播映結束後實際有21年10月再次於電視畫面上登場。

### 聲音多重放送語音多鬼藏
以本作品來說，有進行聲音多重放送，在本篇是地藏語與人類無法理解的語言就是鬼藏所說的語言，在副聲道那個語言的內容是以日語播放，不只是鬼藏的語言，還有各式各樣鬼藏登場的場面的故事的解說和找碴角色這樣的事物。聲音多重放送動畫是立體聲播放而進行的「魯邦三世」等為先例，使用副聲道的動畫本作品是第一次。
當時為了副聲道功能而被裝置了高價電視，進行節目的副聲道的企劃的玩具公司·桑克泰爾發售的是聲音多重調整器「音多鬼藏」。這個「音多鬼藏」是FM無線電廣播與VHF1 – 12ch的模擬電視聲音的接收的配置，在UHF廣播的地方實施的聲音多重放送卻是無法使用的桑克泰爾也是節目的主要贊助商，擔任鬼藏聲音的淵崎有里子本人露臉介紹「音多鬼藏」的CM被播出了。但是實際上有沒有很暢銷並不清楚，小山高生自己也沒有接觸過實物，相關者之間開玩笑的說「在CM播出時的實物在販賣前公司就倒閉了」。在那之後小山總算看過了，那是在數十年後的西武園遊樂園的跳蚤市場被三井秀樹發現而得到。
重播的時候不是用磁帶，而是採用膠捲的是單聲道光學軌道，東京電視台在播放的時候，沒有用副聲道。音源帶的所在不明，重播的時候副聲道是沒有的狀態播出。在AT-X重播的時候，製作公司也確認並回應副聲道素材並沒有保存下來。

### 影像的保存狀況
2000年到2001年在動畫專門頻道AT-X的重播等，第7話成為缺號。關於這個，以什麼都沒有的播映狀態播出。關於原因有流傳各式各樣的臆測，實際是保存原版的膠卷的倉庫遭遇事故的災害，讓第7話的膠卷無法修復。在那之後，重播用帶子是原版而製作而成的，第7話成為缺號的狀態。
但是，第7話是系列中最受歡迎的故事，在影迷們要求播出的聲望要求也非常高。為此，為了無法復原而重新搜索的結果，在其他的倉庫還留有在播出時使用的16mm膠捲。這個膠捲原本就是使用新格式的狀態，在2008年時進行播映1次這個膠捲。後來在2010年時DVD-BOX化，在那之前於AT-X播映做了。
還有，關於副聲道的音源帶的所在不明，因此重播的時候沒有再出現，在DVD-BOX發售時，這個作品在商品化時因為不可或缺而重新搜索的時候，播出時同樣狀態的錄製的錄影帶被保存下來，因此就用這個帶子提取副聲道的部分來進行復原。

## 褞袍超人事件
漫畫家勝川克志他以自己的角色被抄襲，而控告日本電視台、龍之子和九里一平，被要求「褞袍超人」的播映終止等的臨時處置的事件。
勝川的訴訟是，龍之子在1984年到1985年6月得到勝川的作品的影像化權的過去，還有「褞袍超人」的圖案與九里本來的圖案有所不同，勝川書迷和漫畫家和總編輯等的圖案的模仿被認為是有根據的。
但是，「褞袍超人」的角色與勝川作品的角色做過比較之後在設計上的類似性不被承認，畫風由著作權法來保護的對象外，東京地方法院在1987年5月15日裁定被認為未侵犯著作權，因此判斷而斥退勝川的訴訟。
關於這個事件，取於漫畫情報誌「COMIC BOX」。

## 故事
在和平的八本木的鎮上突然，有個大佛出動。那個是，為了想讓自己變得很有名的，一個叫吋鬼大王所帶來的珍奇騷動開始的信號。在同時，是青梅竹馬的朋友阿一與真理子在阿一的房間，出現從鬼次元來的名偵探圖鑑·索庫奈茲並命令他們找出被吋鬼大王綁架的鬼的探索，因而賦予他們變身為超級英雄的超級褞袍。在大暴動的大佛面前的兩人，他們在自己的正上方投出超級褞袍，然後跳躍並穿上而變身，就這樣褞袍超人和褞袍粉紅就此誕生了。他們兩人就這樣成為圖鑑·索庫奈茲的助手與鬼藏在一起，並與吋鬼大王與她的女兒思春鬼還有鬼們一起捲入不可思議的戰鬥裡。
舞台是以大鄉下到大都市什麼都有的東京都荒宿區的八本木（丁目數超過百），以八本木八丁目八號地方住的3個小學生與小鬼與中年老爹，在被捲入鬼次元的鬼們與家人們，為了不讓住在附近的朋友發現其真面目，在戰鬥的時候，還有一起遊玩的時候的超現實主義的日常生活就此展開。

## 登場人物

### 主要登場人物
佐藤一【褞袍超人】（配音員：塚瀨紀子）
主角。小學5年級的男孩子（在第4話時11歲）。圓圓的臉和鼻子與眼睛，還有後方頭髮像是剛睡醒那樣的雜亂是其魅力點。有著像片頭曲那樣認真老實的個性，在和平的鎮上成績優秀，作業都會事先做。很怕蟑螂在青梅竹馬真理子的面前抬不起頭，並在真理子與真奈美發生爭吵時擔任協調者。但是使用超能力變身為英雄是使用超級褞袍的羽織來變身為褞袍超人，在變身前有著開朗堅決的個性，對可愛的女孩子沒轍。他有著對手的子彈般飛的褞袍橡皮擦附在像如意棒一樣伸縮自如的褞袍鉛筆般的武器。還有褞袍木屐的作用能在水上行走。第一人稱在變身前是「僕【我】」，在變身後改變成「俺（樣）【我】」。變身前和變身後都受年紀相仿的女孩子歡迎。在後期設定他還有著在鄉下養病的小學1年級的可愛妹妹。
阿一與真理子的變身系統是褞袍識別系統，通稱「褞衣」。以呈現小型化的狀態放在褲子的口袋裡（兩人在市內，外出時或就寢時總是能放在衣服的口袋裡），在頭頂投出超級褞袍時變大的超級褞袍的羽織，超級褞袍的變身系統是聽到阿一與真理子的兩人說的「褞衣！」的聲音後發生其特殊能量（為此超級褞袍是除了阿一和阿一的奶奶小梅兩人以外等，不能在兩個家人以外的地方發動）在反映的同時和閃光一起發動然後變身就此開始。那裝備有可以看到混在人間界的鬼的角的假面的角見眼，褞袍頭盔等的褞袍裝備在著裝的同時（外表看不出變化）擁有可以輕鬆舉起大型的卡車級之類等的超能力讓肉體產生改變。在同時過強的變身系統的個性也180度變化。在變身開始的數十秒後的閃光彈飛完就變身完畢，然後褞袍超人和褞袍粉紅就誕生了。為此，變身解除後稍微留有對個性的變化有些引響，在第7話真理子有著數秒間高雅的一面，在第18話阿一被真奈美親吻後有著褞袍超人時的呆樣的一面。還有，在脫下超級褞袍後，它會在變身解除後自動變回原狀。
- 褞袍超人
  - 身長 165公分（含有頭盔和褞袍木屐）
  - 体重 34公斤
  - 最高飛行速度 2.7馬赫
  - 服裝 綠頭盔與上有獨角仙文太商標、褐假面的角見眼、黃圍巾、藍羽織、白手套、綠上衣、綠長褲、白足袋和褐高跟木屐。

褞袍超人和褞袍粉紅穿的超級褞袍外表看起來換普通的褞袍沒兩樣，變身系統其他掌管，飛行的反重力單位，緩和疲勞和磁鐵單位和空調等收藏在裡面。還有戰鬥時的強力防護罩。
褞袍超人和褞袍粉紅的最大技能，就是兩人碰頭並雙手合而為一，以合體的手為中心開始掀起像颱風一樣的風，並用來吹跑對手的合體技能「褞袍颱風」。
中村真理子【褞袍粉紅】（配音員：神代知衣）
阿一的青梅竹馬也是小學5年級的女孩子。10歲。被描寫成男人婆樣子的女孩子並對其體力很有自信，體育方面擅長投豪速球，在滑雪方面也有相當的技術。討厭學習不過頭腦並不壞，也有很強烈的直覺的一面。有著鳥的羽毛般的藍色髮型，頭髮的兩側綁有綠底色的黑水珠樣子的緞帶。張大口說話可以看到牙齒，笑容是其魅力點。她是個麻煩製造者，在學習時總需要阿一陪在一旁，與阿一眼前的真奈美是情敵並時常發生爭吵。總是從房間的屋頂直到阿一家然後開始一起玩後就會很有精神，使用超級褞袍羽織會變身為褞袍粉紅並使用敬語還有著高雅的個性，本來的好強地方並不會隱藏。頭盔頂端能射出噴泉，能拿出伸縮自如的魔法之手的超級感覺武器，她還有變大後有其作用的「褞袍張力扇」。此外褞袍草履的作用能快速滑雪。第一人稱在變身前是「僕【男性用的(我)】」，在變身後改變成「私【女性用的(我)】」。喜歡青梅竹馬阿一，總是與同學真奈美和班上的女孩子來場戀愛的真奪戰。
- 褞袍粉紅
  - 身長 148公分（含有頭盔和褞袍草履）
  - 体重 24公斤
  - 最高飛行速度 2.6馬赫
  - 服裝 白頭盔與上有星星商標、藍假面的角見眼、粉紅羽織、白手甲、紅上衣、紅短褲、黃綁腿、白足袋和褐草履。

音多鬼藏（配音員：淵崎有里子）
圖鑑·索庫奈茲的助手。在褞袍超人裡像是個吉祥物。頭上有一隻角和鬣齒外表像地藏王的小孩子般的鬼，外表年齡看起來8歲左右。他的作用是保護褞袍超人們並送鬼們回到鬼次元的任務，他在念佛的時候有開啟鬼次元的門的能力。在主聲道說著獨特的語言的地藏語，但其話的內容無法聽懂其意思，在副聲道有淵崎地藏語的翻譯和牢騷的事情來。有著老實的個性，在陰（副聲道）是帶有點苛刻的找碴角色。
圖鑑·索庫奈茲（（Zukan Sokunets），配音員：池田一臣）
鬼次元的私家偵探。樣子像個仙人老爺爺，與鬼藏一起開發超級褞袍。探索行蹤不明的鬼們，土管與房子混合樣子來操作機械褞袍，並瞬間移動來到阿一的房間，然後見到的阿一與真理子並授予他們超級褞袍，並命令他們探索鬼的蹤跡。也許是有些年紀的他自己並不會幫助褞袍超人他們進行鬼的探索，但在最終話有用機械褞袍和化石鬼裝置式的特攻等的某種程度的責任感在。在後期設定實際上是阿一的祖爺爺，等於是阿一的媽媽佐藤聰子的爺爺。
文太（配音員：西川幾雄）
褞袍超人的頭盔上住在上頭的容器的附贈的獨角仙，穿著褞袍羽織。平常在小型化時潛藏在阿一的超級褞袍裡內建的小型的蛋般的容器裡，在褞袍超人變身開始的同時會從阿一的聲音發動特殊能量的作用讓蛋孵化，變身進行的同時會因特殊能量之力變成幼蟲狀態，再來變成蛹狀態而快速成長後，變身完後的同時就誕生成獨角仙樣。褞袍超人變回原樣後牠會再次變回原樣在卵般的容器裡。放牠出來偵察時要把容器的門口用鑰匙打開。牠是偵察用的獨角仙，其個性是悠閒自在的。
鈴木繁【吋鬼大王】（配音員：八奈見乘兒）
真理子的父親。45歲。是零細企業的社長，有著常見的名字和平凡的人生，是個想著做著變有名的夢般情結的叔叔，他住在阿一的家隔壁（實際是從真理子的家的隔壁再隔壁）。在變裝成吋鬼大王時，使用肚臍電腦的肚臍型的心靈控制器來呼叫來自鬼次元的鬼們，因此而在八本木的鎮上發起珍奇騷動而變得有名。這意味著他算是另一個主角，如果沒有他就不會有褞袍超人出現在世界上，但實際上說實在大部分和阿一他們露臉的場景很多。
開啟前往鬼次元的門的裝置與肚臍電腦的天才的發明是相反的，打從出生以來他就從沒感冒過一次。有中年發福的外表和西洋梨樣子的臉的輪廓還有戴假髮的特徵，還有圓圓的眼睛與大大的耳朵和鼻子還有嘴巴，鼻子有長長的鼻毛與嘴巴的牙齒有一顆金牙等強烈衝擊的外表，其實他有顆溫柔的心，也喜歡阿一和真理子，不只有這兩人他也有與鬼藏和女兒真奈美一起共同外出吃飯和買東西的場面，還有在第14話外出滑雪等，一起外出行動的事情也很多。因為很溫柔所以因這理由能和美女妻子結婚（另一個理由是妻子被他的普通外表給吸引），在結婚後，他與妻子擁有一個可愛的獨生女真奈美。在最終話與不小心掉到鬼次元的妻子小操再次重逢，褞袍超人他們與吋鬼大王他們都知道對方的真實身分後珍奇騷動就此落幕了，鈴木家也恢復了幸福，他和阿一與真理子還有繼續很好的關係。
名字的由來是「世上最常見的名字」，姓氏「鈴木」因為最多所以就決定採用，名字是龍之子本公司的國分寺市的性鈴木的最多而名字是在查電話簿時發現「鈴木繁」最多而決定用這個名字。
鈴木真奈美【思春鬼】（配音員：松井菜櫻子）
鈴木繁的女兒，她與阿一他們一樣是小學5年級的女孩子。11歲。有著深紅色的頭髮與綠色的眼眸，外表很可愛在班上是男同學的偶像。頭腦很好與父親完全相反，被同學認為是遺傳至母親。臉和父親完全不像，但確實是繼承父親的血脈。有閃亮和任性的一面，其實著對家人有著很溫柔的個性，父親是個笨蛋，與父親爭執時有很強烈反抗的一面，但對父親的愛卻是表裡不一。笑容是她的魅力點。在她變裝成思春鬼幫助父親對抗褞袍超人。有著強烈抗寒的體質，她變成思春鬼時在冬天時也穿泳衣，平常是赤腳，但也有穿鞋子出門過。喜歡住在隔壁的同學阿一，她與真理子是戀愛情敵並時常發生爭吵，有著感受到女孩子間的友情。在最終回，以思春鬼的樣子不小心要掉落到裂開的地面時被褞袍粉紅（真理子）給救了。名字「まなみ（真奈美）」在配音名單並沒有記載（是以「思春鬼」名義登記），在DVDBOX特點小冊子中有表示說。父親是漢字，母親是片假名，所以親子三人名字的表現方法完全不同。
元鬼（配音員：小野健一）
鬼三人組的一員。如其名，有著開朗的個性，不過也有像肌肉笨蛋的一面。
短鬼（配音員：佐佐木望）
鬼三人組的一員。如其名。有個矮小的外表。關於本作，是聲優佐佐木望的處女作。
陰鬼（配音員：西川幾雄）
鬼三人組的一員。如其名。憂鬱又沉默寡言。常用的琵琶不離身，並哼著平家物語的起頭。

### 主要登場人物的家人與同學
佐藤聰子
阿一的母親。
佐藤（配音員：上田敏也）
阿一的父親，小梅的兒子，名字不詳。
佐藤梅【褞袍奶奶】
阿一的奶奶。72歲。是個非常喜歡職業摔角觀戰而令人困擾的老奶奶。在第15話撿到真理子掉落的褞袍，而變身成為褞袍奶奶，並與本州理鬼比摔角。
中村優子（配音員：小宮和枝）
真理子的母親。
鈴木操（配音員：小原乃梨子）
鈴木繁的夫人，真奈美的母親。38歲。父親是日本人，母親是韓國人，她是擁有兩國血統的美人般的混血兒。在故事發生的1年前，因為法事而回韓國時在鈴木家的玄關的地方，不小心開啟了阿繁的鬼次元的門的裝置而掉了進去。這一年裡她在鬼次元生活著，在回到人間界的前一天發生了化石鬼事件。
阿大
阿一的同學。在第11話被採取鬼用他的力量給關進了漫畫世界裡。

### 每話登場的鬼
纏住鬼（配音員：真柴摩利）
在第1話登場的鬼。被他附身的東西就會像有生命一樣動起來。
播種鬼（配音員：緒方賢一）
在第2話登場的鬼。他的奇妙的種子會播種出奇怪的植物。
塗鴉鬼（配音員：松島實）
在第3話登場的鬼。被他的筆被畫出來的東西會從畫裡跑出來。
威士忌鬼（配音員：立壁和也）
在第4話登場的鬼。讓大家都醉醺醺的，他本人也醉醺醺的。
嘆息鬼（配音員：北村弘一）
在第5話登場的鬼。獲得鬼的力量的500歲的妖怪青蛙。招數是青蛙嘆息。被變成青蛙的人，可以用嘆息鬼的汗變回人類。
黏住鬼（配音員：青森伸）
在第6話登場的鬼。在進入壺的液體黏住大家。
最高優鬼（配音員：水谷優子）
在第7話登場的鬼。鬼次元最有人氣的超級偶像，會用最拿手的偶像誘惑光線來俘虜影迷。其原型是齊藤由貴，這個在當時，加入齊藤由貴的影迷俱樂部的後藤隆幸是以她為模特兒所設計的角色，後藤因為這個契機開啟了走實力派人氣動畫師的道路。
著迷鬼（配音員：速水獎）
在第7話登場的鬼。是最高優鬼的親衛隊的會長。
喜好鬼（配音員：櫻井敏治）
在第7話登場的鬼。是最高優鬼的親衛隊的成員。
緊咬住鬼（配音員：西村朋紘）
在第7話登場的鬼。是最高優鬼的親衛隊的成員。
死後鬼（配音員：玄田哲章）
在第8話登場的鬼。鬼次元的女子排球社的熱血教練。
法布爾昆蟲鬼
在第9話登場的鬼。使用笛子能自由自在的操縱昆蟲。
西頓動物鬼
在第9話登場的鬼。使用笛子能自由自在的操縱動物。
時間旅行鬼（配音員：阪脩）
在第10話登場的鬼。可以引導前去現在·過去·未來等喜歡的地方。
採取鬼（配音員：富田耕生）
在第11話登場的鬼。偷偷在背後採取而被丟到2次元（畫中）。
風呂敷鬼
在第12話登場的鬼。無論多大的物品都用風呂敷來移動。
咳嗽鬼（配音員：坂本千夏）
在第13話登場的鬼。由於咳嗽鬼的咳嗽，會讓笨蛋以外的人感冒，冬天也能慢跑。
大雪鬼（配音員：安西正弘）
在第14話登場的鬼。新婚夫婦裡的丈夫，與妻子吹雪鬼一起唱「雪啊下吧下吧」的歌，就會下雪。
吹雪鬼（配音員：丸山裕子）
在第14話登場的鬼。新婚夫婦裡的妻子，與丈夫大雪鬼一起唱「雪啊下吧下吧」的歌，就會下雪。
本州理鬼（配音員：大瀧進矢）
在第15話登場的鬼。鬼次元第一的職業摔角選手。
隕石鬼（配音員：井上瑤）
在第16話登場的鬼。表面上是來讚賞褞袍超人。他在變成巨大的星星後手就放不開了。
掃除鬼（配音員：野澤雅子）
在第17話登場的鬼。可以自由地吸取歲月或放出歲月。
強鬼（配音員：永井一郎）
在第18話登場的鬼。代替元鬼·短鬼·陰鬼而被雇用的建築師三人組的強鬼。
根鬼（配音員：井上和彥）
在第18話登場的鬼。代替元鬼·短鬼·陰鬼而被雇用的建築師三人組的根鬼。
陽鬼（配音員：上田敏也）
在第18話登場的鬼。代替元鬼·短鬼·陰鬼而被雇用的建築師三人組的陽鬼。
天下無敵鬼（配音員：島香裕）
在第19話登場的鬼。相撲·劍道·料理，無論什麼都天下無敵，能變的巨大。
化石鬼
在第20話登場的鬼。被他的光線射到就會變成化石。看見太陽就變成寶石鬼。

## 主題歌
- 片頭曲「正義的使者 褞袍超人」(第1話~第20話)
  - 作詞：松山貫之、作曲：池毅、編曲：山中紀昌、歌：蟋蟀'73、唱片公司：日本哥倫比亞
- 片尾曲「更多不鬼゛有鬼゛」(第1話~第20話)
  - 作詞：松山貫之、作曲：池毅、編曲：山中紀昌、歌：蟋蟀'73、唱片公司：日本哥倫比亞

## 標題播映表
| 話數 | 日本副標題                           | 中文副標題                       | 日本播映日     | 香港首播日    | 腳本                 | 分鏡       | 演出     | 作畫監督   | 登場人物   |
| ---- | ------------------------------------ | -------------------------------- | -------------- | ------------- | -------------------- | ---------- | -------- | ---------- | ---------- |
| 1    | お、おっとお待たせ! オニ退治         | 喔！慢著久等了！驅鬼開始         | 1986年10月14日 | 1989年4月24日 | 小山高男             | 山田廣     | 山田廣   | 水村良男   | 水村良男   |
| 2    | タネマッ鬼 タネまきゃこまっタネ!     | 播種鬼 播種駒種！                | 1986年10月21日 | 1989年4月25日 | 小山高男             | 植田秀仁   | 植田秀仁 | 井口忠一   | 井口忠一   |
| 3    | わるガキ ラクガ鬼 大さわぎ!          | 壞孩子 塗鴉鬼 大騷動             | 1986年10月28日 | 1989年4月26日 | 菅良幸               | 澤井幸次   | 澤井幸次 | 水村十司   |            |
| 4    | スカウト合戦! 強いオニはどいつだ     | 偵察合戰！強鬼來自德國           | 1986年11月4日  | 1989年4月27日 | 小山高男             | 久保多美子 | 小林哲也 | 村中博美   |            |
| 5    | 怖いタメイ鬼! カエルにかえるぞ       | 可怕的嘆息鬼！用青蛙返還         | 1986年11月11日 | 1989年4月28日 | 井上敏樹             | 山崎和男   | 茂木智里 | 佐久間信計 | 水村良男   |
| 6    | 世界に広がるヒッツ鬼のわ・な!        | 向世界擴展的黏住鬼的陷·阱        | 1986年11月18日 | 1989年5月1日  | 照井啟司             | 植田秀仁   | 植田秀仁 | 水村良男   | 水村良男   |
| 7    | かわいいアイドルにはツノがある!?     | 可愛的偶像是有角的！？           | 1986年11月25日 | 1989年5月2日  | 荒川稔久、小山高男   | 貞光紳也   | 貞光紳也 | 後藤隆幸   | 後藤隆幸   |
| 8    | シゴけやシゴけ! 特訓魔シゴ鬼         | 死後氣和死後氣！特訓魔死後鬼     | 1986年12月2日  | 1989年5月3日  | 菅良幸               | 山崎和男   | 小林哲也 | 水村十司   | 水村良男   |
| 9    | ぶちゅ! キスマークで正体をあばけ     | 發現！用接吻揭發真面目           | 1986年12月9日  | 1989年5月4日  | 小山高男、貞光紳也   | 久保多美子 | 茂木智里 | 佐久間信計 | 佐久間茂子 |
| 10   | タイムトラブル! ご先祖は有名人!?     | 時間紛爭！祖先是有名人士！？     | 1986年12月16日 | 1989年5月5日  | 小山高男、川崎裕之   | 澤井幸次   | 澤井幸次 | 水村良男   | 水村良男   |
| 11   | どつくなドツ鬼 芸術はバクハツだ!     | 採取的採取鬼 藝術就是爆發！      | 1986年12月23日 | 1989年5月8日  | 小山高男・三三尻康彥 | 貞光紳也   | 小林哲也 | 村中博美   | 村中博美   |
| 12   | 大ピンチ! 大フロシ鬼の大挑戦         | 大危機！大風呂敷的大挑戰         | 1986年12月30日 | 1989年5月9日  | 菅良幸               | 山崎和男   | 茂木智里 | 中村孝     | 中村孝     |
| 13   | セ鬼のセキで町じゅうカゼひき!        | 咳嗽鬼的咳嗽在鎮上擴散感冒！     | 1987年1月6日   | 1989年5月10日 | 中弘子               | 植田秀仁   | 植田秀仁 | 水村十司   | 水村良男   |
| 14   | 雪やコンコン! オオユ鬼フブ鬼         | 雪啊下吧下吧！大雪鬼吹雪鬼       | 1987年1月13日  | 1989年5月11日 | 照井啟司             | 澤井幸次   | 澤井幸次 | 佐久間信計 | 佐久間茂子 |
| 15   | お、おっと出ました! ドテラ婆っちゃん | 喔！慢著出現了！褞袍奶奶         | 1987年1月20日  | 1989年5月12日 | 菅良幸               | 貞光紳也   | 貞光紳也 | 水村良男   | 水村良男   |
| 16   | あんたはエライ! インセ鬼の招待状     | 你很偉大！隕石鬼的邀請函         | 1987年1月27日  | 1989年5月15日 | 柳川茂               | 山崎和男   | 小林哲也 | 村中博美   | 村中博美   |
| 17   | インチ鬼小僧とドテラじいさん         | 吋鬼小子與褞袍爺爺               | 1987年2月3日   | 1989年5月16日 | 井上敏樹             | 茂木智里   | 茂木智里 | 中村孝     | 中村孝     |
| 18   | 涙のとらばーゆ! クビになった鬼トリオ | 流淚的工作！開除的鬼三人組       | 1987年2月10日  | 1989年5月17日 | 柳川茂               | 植田秀仁   | 植田秀仁 | 水村十司   | 水村良男   |
| 19   | 最大最強! 天下ムテ鬼の決死圏         | 最大最強！天下無敵鬼的決死圈     | 1987年2月17日  | 1989年5月18日 | 井上敏樹             | 澤井幸次   | 澤井幸次 | 佐久間信計 | 佐久間茂子 |
| 20   | 涙の再会!? インチ鬼大王と奥さん      | 流淚的再次重逢！？吋鬼大王與夫人 | 1987年2月24日  | 1989年5月19日 | 小山高男             | 貞光紳也   | 小林哲也 | 水村良男   | 水村良男   |

## 錄影帶、DVD
- 第1話與第2話是使用聲音多重收錄的錄影帶，被Vap發售。現在停賣了。
- 2010年10月27日MediaNet Pictures發售的3片裝的DVD-BOX。全20話完整收錄，收錄聲音是主聲道·副聲道·主副MIX3種[7]。。

## 引用
1. 1 2 3 4 5 6 7  「褞袍超人」DVD-BOX附贈小冊子。
2. ↑  還有，中心是UHF的NNS系列局的岩手電視台·宮城電視台·福島中央電視台·新潟電視台·靜岡第一電視台·中京電視台·福岡放送·熊本縣民電視台等，除了一部分的播放地區能夠享有聲音多重放送的樂趣。
3. ↑  節目日程 2000年12月10(日)～2000年12月16日(六)  AT-X官方網站內(網際網路檔案館)
4. ↑  Hot News AT-X官方網站內(網際網路檔案館)
5. ↑  節目詳細褞袍超人 AT-X官方網站內
6. ↑  2010年在AT-X播出時、也有電視台方面雙聲道聲音的格式沒有對應，副聲道是DVD特典與並沒有被播映
7. ↑  喔！慢著久等了！動作搞笑動畫「褞袍超人」終於首次DVD化了！ （页面存档备份，存于） 龍之子官方網站內 2010年8月5日

## 相關項目
- 丹前（たんぜん） - 厚綿材質的日本的防寒上衣。等同於這個作品的「褞袍」（どてら）。

## 外部連結
- 褞袍超人（日語）
- 褞袍最大（日語）